# Великоанадольский музей леса
Великоанадольский музей леса (укр. Великоанадольський музей лісу) — музей, основанный в 1991 году в Великоандольском лесу Волновахском районе, Донецкой области — единственный в своём роде в Европе и Украине.
Музей является отделом Донецкого областного краеведческого музея.
Великоанадольский лес считают началом научного степного лесоводства.

## История
Здание музея построено в 1852 году по указу Николая I и использовалось как метеорологическая обсерватория, измерявшая температуру воздуха, направление и силу ветра. Из этих данных полковник Корпуса лесничих Виктор Егорович Графф делал выводы об отношении климатических условий к произрастанию разных пород деревьев.
Когда Графф уехал в Москву, обсерватория прекратила функционировать, и в этом здании жили ученики Виктора Граффа.
Во время СССР в этом здании размещалось общежитие, а после — контора леспромхоза.
Великоанадольский музей леса основан в 1991 году.

## Расположение
От лесного колледжа к музею ведёт километровая главная аллея заповедника, основанная в 1850 году.
Перед музеем — памятник, посвящённый Виктору Граффу, построенный в 1910 году из чёрного финского мрамора. Вокруг него стоят половецкие каменные бабы, собранные Граффом.

## Экспозиция
Экспонаты музея рассказывают об истории Великоанадольского леса.
Здесь представлены образцы местной флоры и фауны.
В экспозиции музея есть экспонаты, посвящённые людям, которые работали в музее и родились в этом крае.
В экскурсионную программу входит обзор комнаты лесника и дендропарков лесного техникума, а также здание заброшенной лесной школы и участки Великоандольского леса, где хранятся посадки дуба, сделанные В. Е. Граффом.